# WrestleMania XXVII
WrestleMania XXVII fue la vigésimo séptima edición de WrestleMania, un evento de pago por visión de lucha libre profesional producido por World Wrestling Entertainment. Tuvo lugar el 3 de abril de 2011 desde el Georgia Dome, en la ciudad de Atlanta, Georgia. Este fue el primer WrestleMania organizado en este estado. Los temas oficiales del evento fueron «Written in the Stars» de Tinie Tempah y «Diamond Eyes (Boom-Lay Boom-Lay Boom)» by Shinedown
WrestleMania XXVII tuvo como evento destacado el último combate de Edge como luchador profesional activo, ya que unas semanas más tarde, en el episodio del 11 de abril de Raw, anunció su retiro de la lucha libre profesional. Hasta su regreso en Royal Rumble en el año 2020. 

## Producción

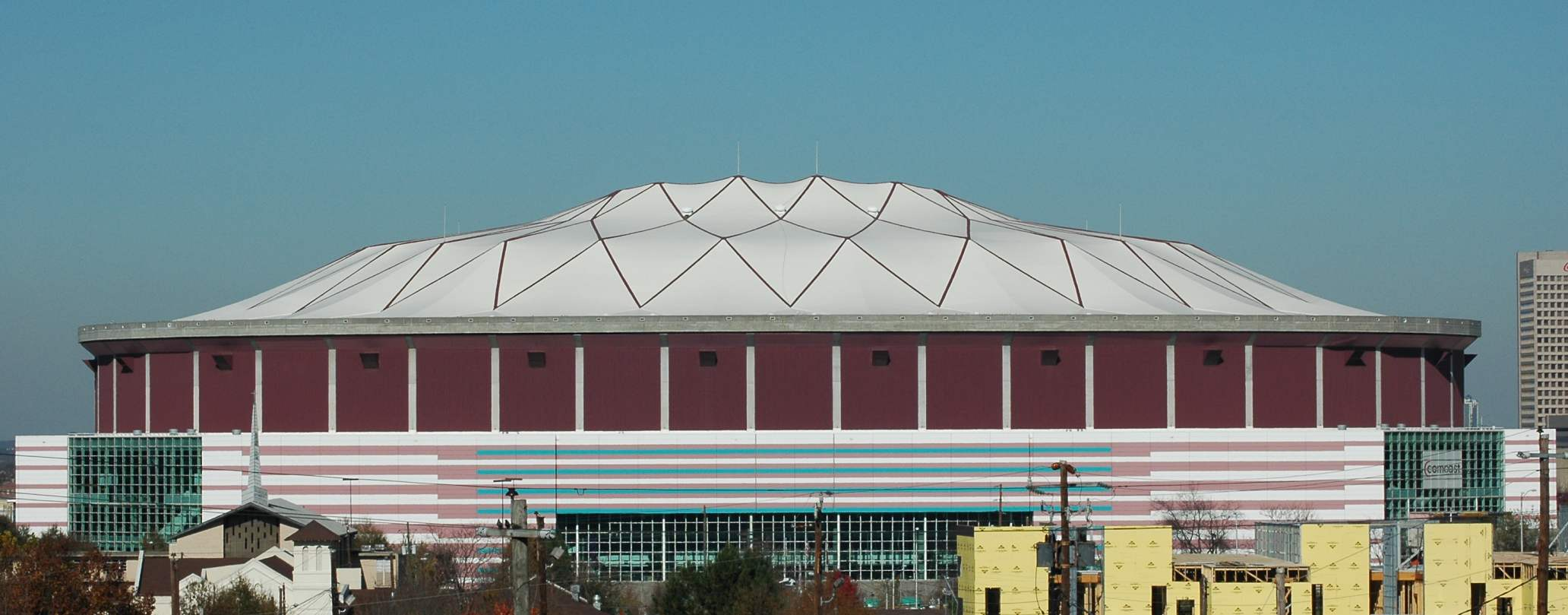
WrestleMania XXVII fue en la sede de Georgia Dome.

En septiembre de 2009, se anunció que la ciudad de Atlanta sería la sede de WrestleMania XXVII, y el lugar de evento fuera en el Georgia Dome. En una conferencia de prensa que se celebró el 1 de febrero de 2010, en el Georgia Dome se anunció oficialmente que la sede sería Atlanta.
Según el vicepresidente de eventos especiales de la WWE, Juan Saborido, Atlanta fue elegida en última instancia, entre otras razones, "su trayectoria de éxito con los grandes eventos, rico en su tradición con la WWE, una gran infraestructura". Este será el primer WrestleMania que se celebrará en el estado de Georgia.
Junto con WrestleMania XXVII, una serie de eventos agrupados como WrestleMania Week se celebraron en la semana previa al evento, incluyendo la convención anual de fanáticos en WrestleMania Axxess, la ceremonia del WWE Hall of Fame 2011, la cual se celebró el 2 de abril de 2011 en el Philips Arena, también se celebró la cuarta exposición anual de arte y subastas WrestleMania Art, y un torneo de golf con las celebridades de la WWE. Según el presidente del Consejo Deportivo de Atlanta, Gary Stokan, 
Entre 15 y 20 ciudades eran candidatas a ser sede del evento. La principal rival de Atlanta era la ciudad de Miami, Florida, que proponía ser sede del evento en el Sun Life Stadium, junto con WrestleMania Axxess. El 13 de noviembre de 2010, las entradas para el evento salieron a la venta, el 14 de febrero de 2011 se anunció que The Rock iba a ser el anfitrión de WrestleMania. El tema oficial del evento fue Written in the Stars interpretada por Tinie Tempah.

## Argumento

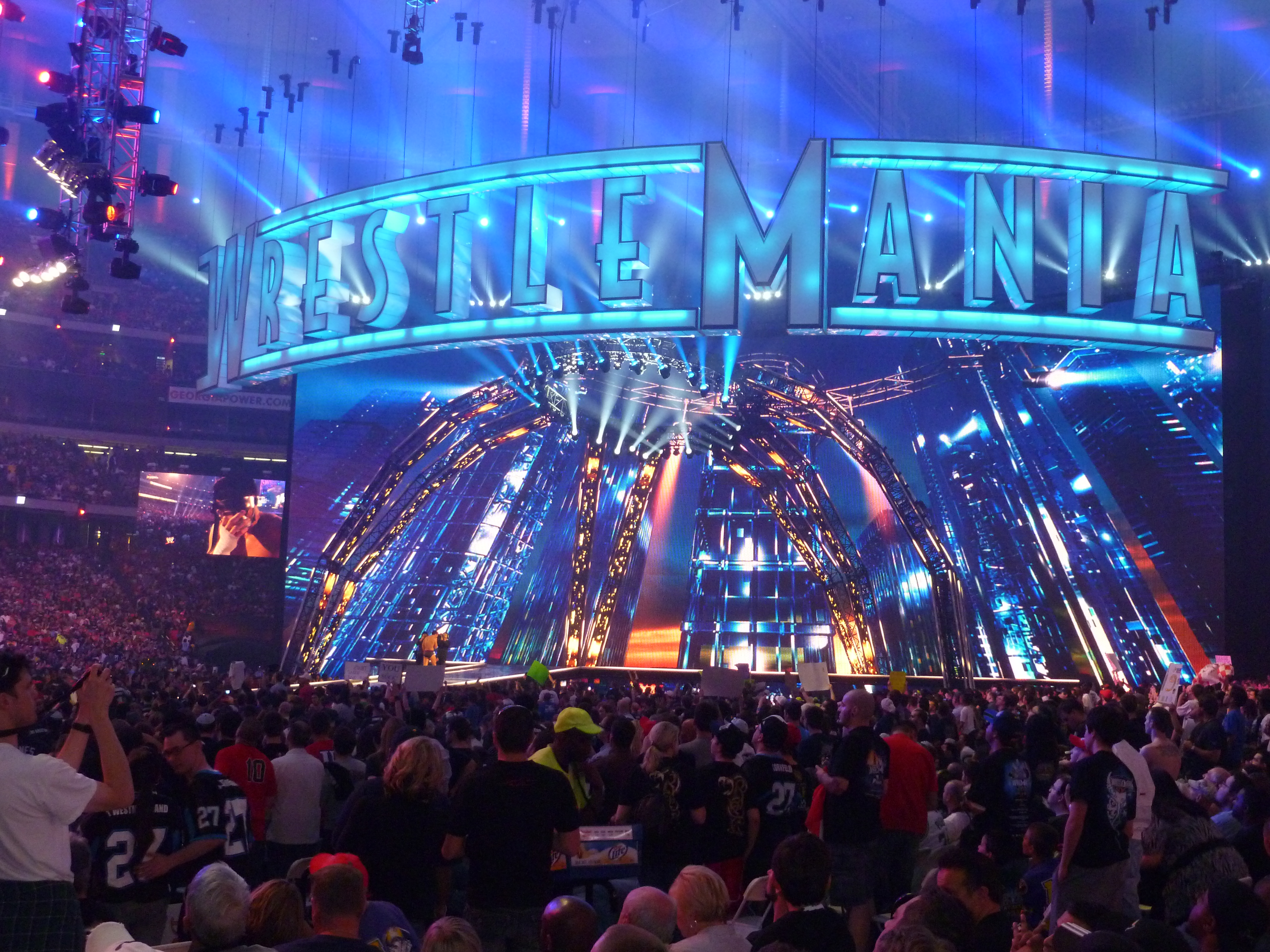
El escenario de WrestleMania XXVII

El 14 de febrero en Raw, se dio a conocer que The Rock sería el invitado para WrestleMania XXVII, quien hizo su regreso a la WWE después de siete años de ausencia, durante su regreso, insultó a John Cena y The Miz comenzando un feudo con ambos.
Desde el año 1993 el ganador de la lucha Royal Rumble, la cual consiste en eliminar a 29 superestrellas o 39 como fue en el 2011 tirándoles al suelo por encima de la tercera cuerda recibirá una oportunidad titular por el Campeonato de la WWE, desde el 2003 el Campeonato Mundial Peso Pesado de la WWE y entre 2007 y 2009, el Campeonato de la ECW en el evento principal de WrestleMania. Alberto Del Rio ganó el Royal Rumble 2011, teniendo la oportunidad de escoger el campeonato de su elección. El 31 de enero en RAW decidió retar a Edge por el Campeonato Mundial Peso Pesado de la WWE. En Elimination Chamber, Del Rio atacó a Edge después de retener el campeonato en una Elimination Chamber, pero fue salvado por Christian, quien hacía su regreso después de unos meses de ausencia por una lesión que le causó Del Rio. Las siguientes semanas, Edge & Christian se enfrentaron a Del Rio y su Rookie de NXT, Brodus Clay.

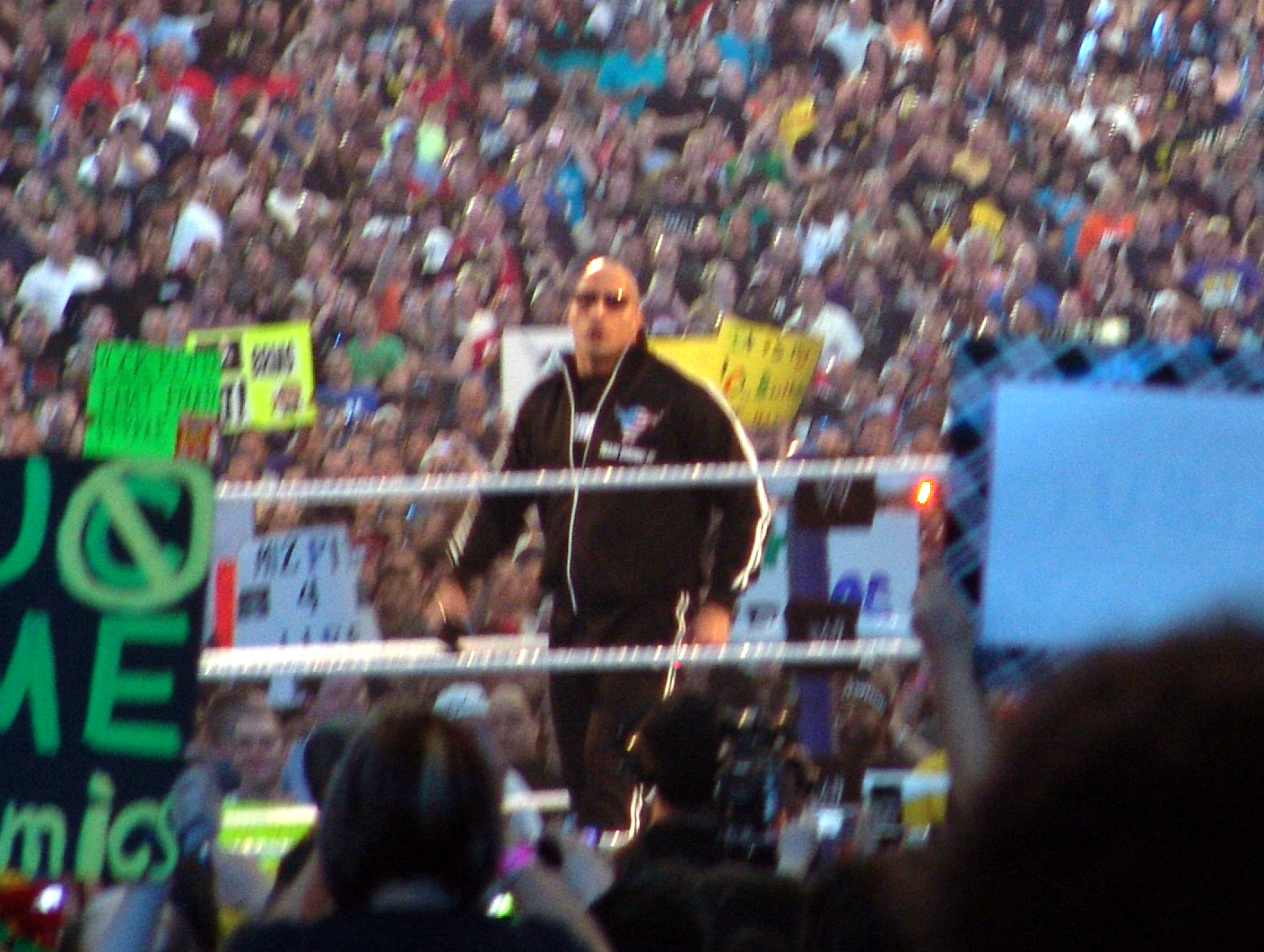
The Rock, haciendo una promo al inicio del evento.

The Miz se clasificó para el Money in the Bank de RAW en el evento PPV Money in the Bank. En el evento, The Miz descolgó el maletín, ganando la lucha y el maletín de RAW. El 22 de noviembre, canjeó su maletín del RAW Money in the Bank, derrotando a Randy Orton y ganando el Campeonato de la WWE. The Miz acompañó a su aprendiz, Alex Riley al Royal Rumble Match y entre él y Riley eliminaron a John Cena. Luego de esto Cena peleó en la Elimination Chamber Match por una oportunidad por el Campeonato de la WWE de The Miz ganándola empezando un feudo con este. Durante el transcurso de este feudo, Cena y Miz intercambiaron insultos con el anfitrión de WrestleMania The Rock. Además, Cena venció a Riley en un Steel Cage Match obligando a Miz a despedirlo, pero fue recontratado semanas más tarde. Finalmente, en el RAW previo a WrestleMania, los tres luchadores se enfrentaron en el ring, donde Rock le aplicó a Miz un "People's Elbow" y Cena un "Attitude Adjustment" a The Rock. 

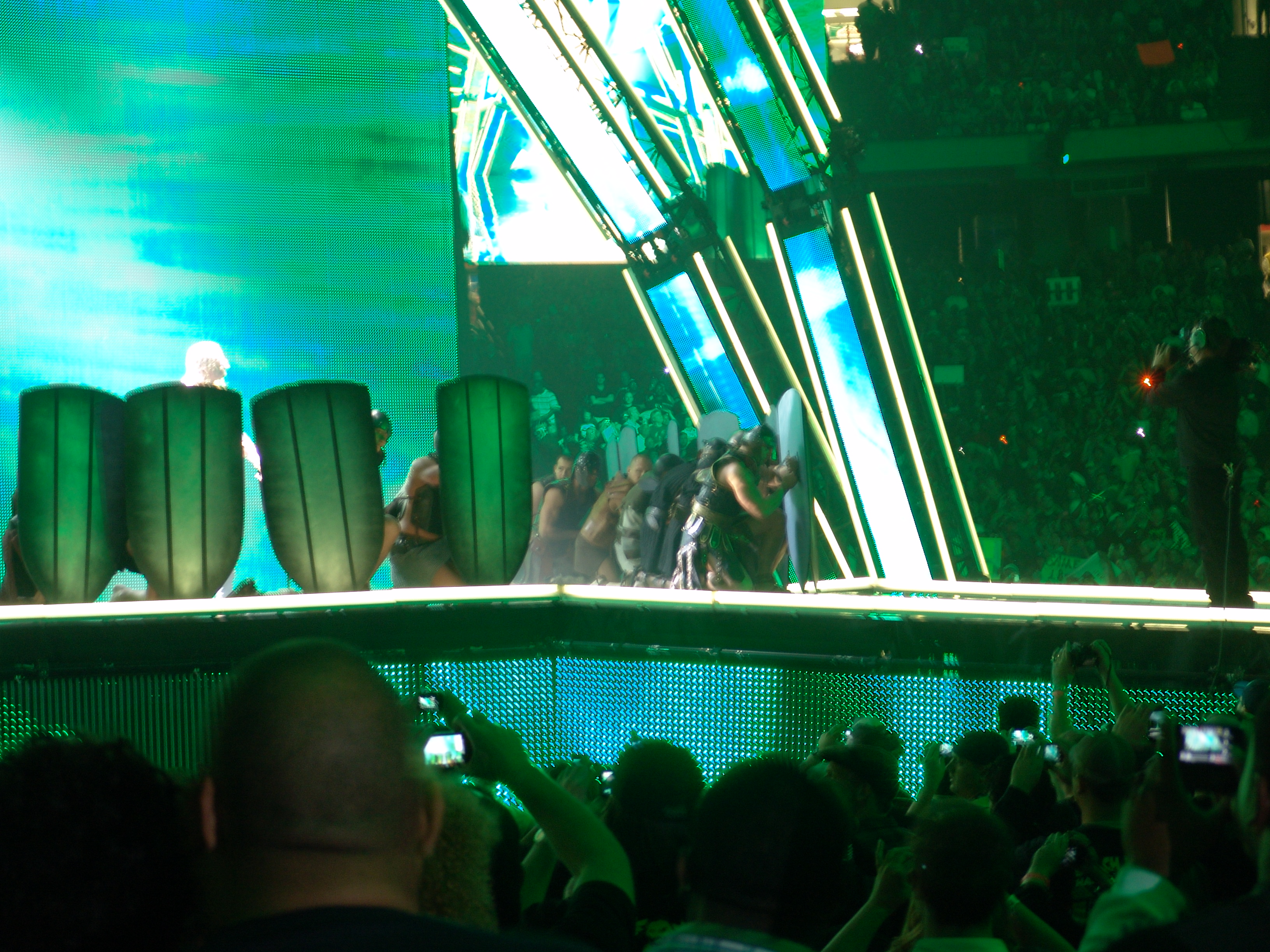
Tiple H haciendo su entrada, rodeado de escudos.

El 7 de marzo, King Sheamus fue derrotado por el Campeón de los Estados Unidos de la WWE Daniel Bryan, después de la lucha Sheamus lo desafió en una lucha por el campeonato en la que si el no ganaba renunciaría a la WWE, en una lucha Título vs. Carrera. A la semana siguiente, Sheamus derrotó a Daniel Bryan, ganando el campeonato de los Estados Unidos. El 21 de marzo, Bryan invocó su cláusula de revancha para WrestleMania, siendo después atacado por Sheamus.

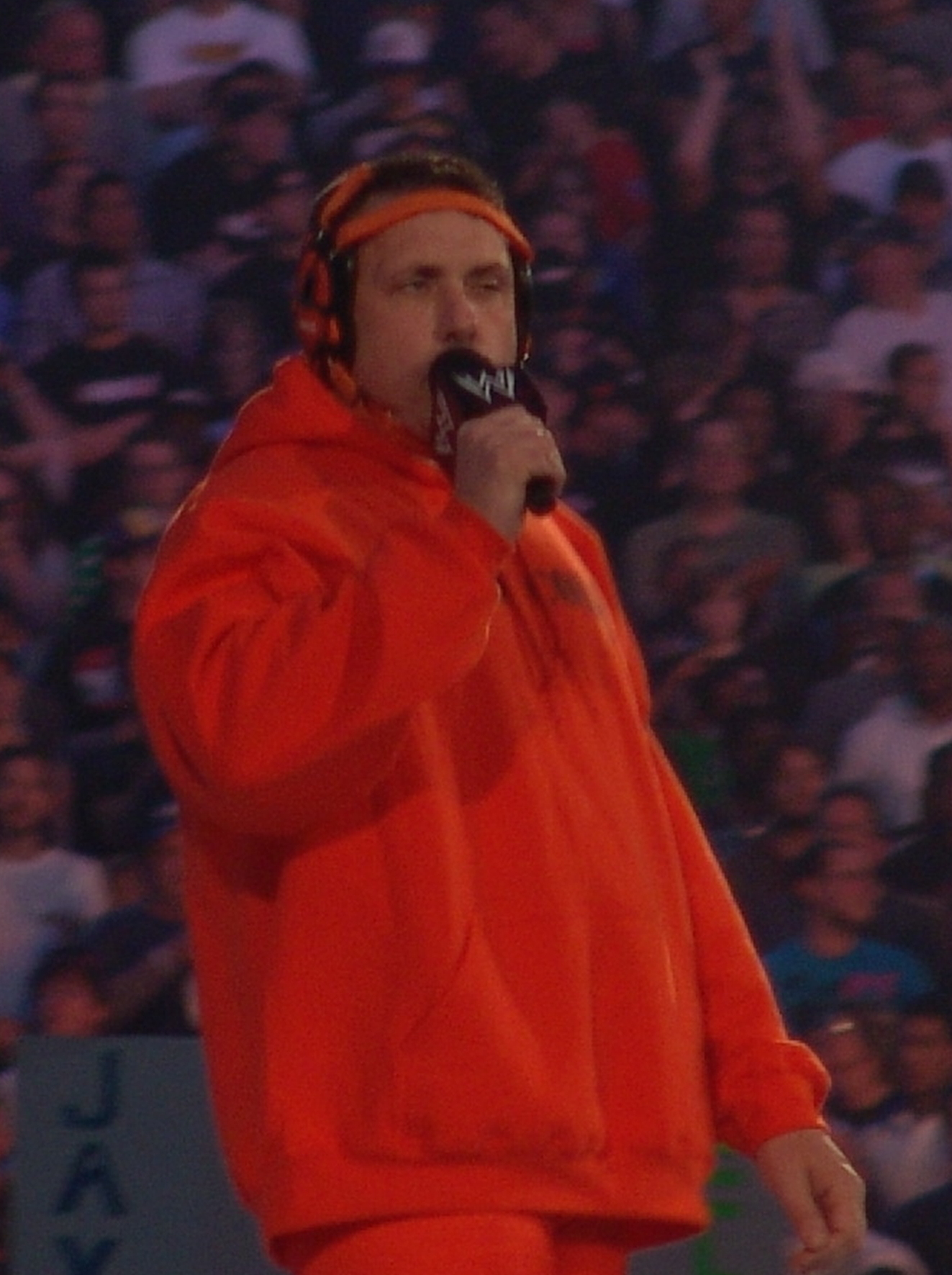
Michael Cole haciendo una promo antes de su combate frente a Jerry Lawler.

El 31 de enero en RAW, se empezaron a transmitir varios videos sobre un personaje misterioso que aparecería el 2 21 11 (21 de febrero de 2011) que continuó durante semanas. En la edición del 21 de febrero en RAW, The Undertaker fue el personaje misterioso, quien hizo su regreso después de cuatro meses de ausencia. Durante su regreso, lo interrumpió Triple H quién también hizo su regreso después de diez meses de ausencia. En el ring, ambos se lanzaron un reto para WrestleMania XXVII, que será en un No Holds Barred Match. Esta es la segunda vez que Triple H y The Undertaker se enfrentan en un WrestleMania, siendo la primera vez WrestleMania X-Seven.

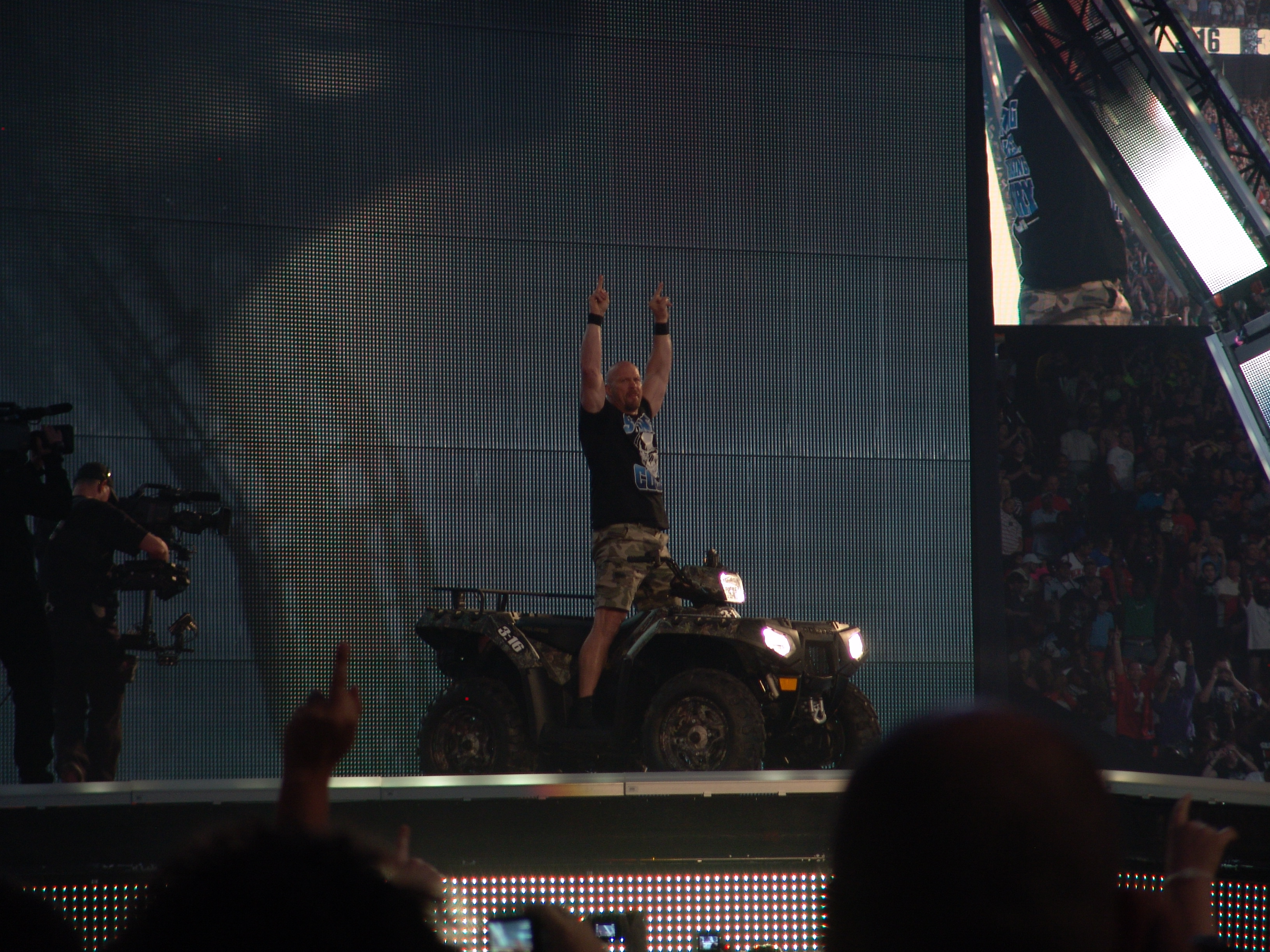
Austin entrando en un jeep para arbitrar el Lawler vs. Cole.

Desde diciembre de 2010, el comentarista de RAW, Jerry Lawler comenzó un feudo con el otro comentarista de RAW Michael Cole, cuando el Gerente General de RAW decidió pactar una lucha por el Campeonato de la WWE contra The Miz en un Tables, Ladders and Chairs Match. Durante el combate, Cole interfirió distrayendo a Lawler, costándole la oportunidad de ganar el campeonato. El 21 de febrero en RAW, Cole se burló de que Lawler haya perdido de nuevo ante The Miz en Elimination Chamber y Lawler le lanzó un reto en WrestleMania a Cole, la cual aceptó pero con dos condiciones: ser entrenado por Jack Swagger y que este estuviera en su esquina durante la lucha, y que hubiera un árbitro especial, que el propio Cole consiga. Una semana después en RAW, Cole había decidido que fuera John "Bradshaw" Layfield, para favorecer a Cole y perjudicar a Lawler, pero fueron interrumpidos por "Stone Cold" Steve Austin quien, atacó a JBL aplicándole dos "Stone Cold Stunner" y firmó el contrato, convirtiéndose en el árbitro especial invitado, por lo que perjudicaría a Cole y Swagger y favorecería a Lawler.
A principios de 2011, CM Punk se convirtió en el nuevo líder de Nexus y decidió llamarle The New Nexus. En Royal Rumble, Punk interfirió en una lucha de The Miz vs. Randy Orton por el Campeonato de la WWE y le aplicó su "Go To Sleep" a Orton, perdiendo la lucha. El día siguiente, en RAW, Punk explicó sus acciones realizadas y dijo que tomará venganza de lo que le hicieron en el evento Unforgiven cuando fue atacado por The Legacy (Randy Orton, Cody Rhodes, Ted DiBiase & Manu) en los bastidores, por esa razón no pudo defender su Campeonato Mundial Peso Pesado de la WWE. El 28 de febrero, el General Mánager de RAW anunció que habrá una lucha entre Punk y Orton en el evento. Además, el General Mánager anunció que Orton estará luchando contra miembros de The New Nexus y si uno de ellos ganaba, estaría como mánager de Punk en WrestleMania. Sin embargo, Orton les derrotó a todos y, tras sus combates, les aplicó una "Running Punt Kick", causándoles una conmoción cerebral (Kayfabe).
En la edición del 21 de enero, en SmackDown!, Cody Rhodes y Rey Mysterio tuvieron un combate y Mysterio le aplicó un 619 a Rhodes donde le produjo una fractura de la nariz (Kayfabe). Rhodes, después de pasar por una cirugía de nariz, acusó a Mysterio de no poder participar en el Royal Rumble Match y en la Elimination Chamber Match por el Campeonato Mundial Peso Pesado de la WWE comenzando un feudo con este. El 25 de febrero en SmackDown!, Dusty Rhodes y Cody Rhodes le ofrecieron una disculpa a Mysterio la cual aceptó, pero todo fue una trampa, entonces Rhodes lo atacó y le quitó su máscara. La semana siguiente, Rhodes retó a Rey en una lucha en WrestleMania, la cual aceptó en la siguiente semana.

## Recepción
Las ventas del evento fueron aproximadamente de 1.1 millones de PPV, contando el evento con una asistencia de 71,617 personas, recaudando 6,6 millones de dólares en ingresos, siendo el segundo evento con mayor recaudación en la WWE después de WrestleMania XXV.
WrestleMania, a pesar de ser un gran éxito financiero recibió críticas mixtas de los críticos, The Sun, dijo que el segmento de apertura de The Rock fue "excesivo y genérico". Sin embargo calificó la lucha por el Campeonato Mundial Peso Pesado como "bastante buena", la lucha entre Randy Orton y CM Punk como "una pequeña joya", la lucha por el Campeonato de la WWE como "extraña" y la lucha entre Undertaker y Triple H como "la lucha de la noche". Le dio al evento una puntuación de 8 sobre 10.

## Resultados
- Dark Match: El Campeón de los Estados Unidos de la WWE Sheamus y Daniel Bryan terminaron sin resultado en un Lumberjack Match. (04:18)
  - La lucha terminó sin resultado después de que los Lumberjacks se empezaran a atacar entre sí.
  - Como resultado, Sheamus retuvo el campeonato.
- Dark Match: The Great Khali ganó un Battle Royal de 22 hombres. (08:46)
  - Khali eliminó finalmente a Sheamus, ganando la lucha.
  - Los otros participantes fueron Chavo Guerrero, Chris Masters, Curt Hawkins, Daniel Bryan, David Hart Smith, Drew McIntyre, Evan Bourne, Jey Uso, Jimmy Uso, Johnny Curtis, JTG, Mark Henry, Primo, R-Truth, Ted DiBiase, Trent Barreta, Tyler Reks, William Regal, Yoshi Tatsu y Zack Ryder, los cuales fueron los leñadores de la lucha anterior.
- Edge (con Christian) derrotó a Alberto Del Rio (con Brodus Clay & Ricardo Rodríguez) reteniendo el Campeonato Mundial Peso Pesado. (11:10)
  - Edge cubrió a Del Rio después de un "Spear".
  - Durante la lucha, Clay y Christian se atacaron mutuamente.
  - Después de la lucha, Edge & Christian golpearon al auto de Del Rio.
  - Esta fue la última lucha de Edge hasta su regreso en 2020.
- Cody Rhodes derrotó a Rey Mysterio. (11:59)
  - Rhodes cubrió a Mysterio después de un golpe con el protector de rodilla de Mysterio seguido de un "Cross Rhodes".

- Kofi Kingston, Santino Marella, Kane & The Big Show derrotaron a The Corre (Wade Barrett, Justin Gabriel, Heath Slater & Ezekiel Jackson). (01:35)
  - Show cubrió a Slater después de un "The Cobra" de Marella y un "K.O Punch".
  - Originalmente, Vladimir Kozlov debía estar en esta lucha, pero fue atacado por The Corre en el Wrestlemania Axxess y fue reemplazado por Kingston.
- Randy Orton derrotó a CM Punk. (14:47)
  - Orton cubrió a Punk después de un «RKO» en el aire.
  - Los miembros de The New Nexus tenían el acceso prohibido al ringside
- Michael Cole (con Jack Swagger) derrotó a Jerry Lawler por descalificación (con Steve Austin como árbitro especial). (13:45)
  - El General Mánager anónimo de RAW descalificó a Lawler, debido a que Austin se involucró físicamente en la lucha.
  - Originalmente, Lawler había ganado la lucha forzando a Cole a rendirse con un Ankle Lock.
  - Durante la lucha, Austin le aplicó un "Stone Cold Stunner" a Swagger.
  - Después de la lucha, Austin le aplicó un "Stone Cold Stunner" a Booker T y a Josh Mathews, mientras este celebraba con Lawler.
- Snooki, Trish Stratus & John Morrison derrotaron a Team Lay-Cool (Michelle McCool & Layla) & Dolph Ziggler (con Vickie Guerrero). (04:37)
  - Snooki cubrió a McCool después de un "Handspring Splash".
- The Undertaker derrotó a Triple H en un No Holds Barred Match. (29:48) 
  - The Undertaker forzó a Triple H a rendirse con un "Hell's Gate".
  - Como resultado, la racha de The Undertaker aumentó a 19-0.
- The Miz (con Alex Riley) derrotó a John Cena en un No Disqualification Match reteniendo el Campeonato de la WWE. (15:10)
  - The Miz cubrió a Cena después de un "Rock Bottom" de The Rock.
  - Originalmente, se declaró un empate porque ambos fueron descalificados por conteo fuera en el ring, pero el anfitrión del PPV, The Rock, reinició el combate como un No Disqualification Match.
  - Durante la lucha, Riley interfirió a favor de The Miz.
  - Después de la lucha, The Rock le aplicó un People´s Elbow a The Miz.
  - Durante la lucha, The Miz sufrió una conmoción cerebral.

## Otros Roles
| Comentaristas en inglés - Michael Cole - Josh Mathews - Jerry "The King" Lawler - Jim Ross (Jerry Lawler vs. Michael Cole) - Booker T (Jerry Lawler vs. Michael Cole) Comentaristas en Español - Carlos Cabrera - Hugo Savinovich | Anunciador del ring - Justin Roberts Árbitros - Mike Chioda - Jack Doan - Charles Robinson - Chad Patton - Scott Armstrong - John Cone - Justin King - "Stone Cold" Steve Austin (Jerry Lawler vs. Michael Cole) |